# Emil Helfferich
Emil Helfferich (* 17. Januar 1878 in Neustadt an der Weinstraße (damals Neustadt an der Haardt); † 22. Mai 1972 ebenda) war ein deutscher Südostasienkaufmann, der von 1899 bis 1927 in Niederländisch-Indien (heute Indonesien) im Handel tätig war.
Von 1927 bis 1972 war er in Hamburg als Vorsitzender des Aufsichtsrats der HAPAG, als Vorsitzender des Ostasiatischen Vereins (OAV) sowie als Staatsrat tätig. Seine letzten Lebensjahre verbrachte er in Neustadt.

## Biografie
1878 wurde Helfferich in Neustadt an der Weinstraße in eine in der damaligen Rheinpfalz ansässige Kaufmannsfamilie als vierter Sohn von sieben Kindern des Fabrikanten Friedrich Helfferich geboren, der in den so genannten Gründerjahren in Neustadt eine Trikotagenfabrik gegründet und damit Erfolg hatte. Emil Helfferich besuchte die Realschule in Neustadt und absolvierte ein einjähriges Sprachstudium in der Schweiz. Anschließend begann er eine dreijährige kaufmännische Ausbildung in Hamburg, an die sich ein einjähriger Militärdienst anschloss. Im Jahr 1894 war er in Hamburg berufstätig.
Helfferich ging im Jahr 1899 im Alter von 21 Jahren nach Südostasien und Sumatra, anschließend nach Batavia und machte sich selbständig. Zehn Jahre darauf, 1909, wurde er Generaldirektor des von Deutschen Banken und Überseehäusern gegründeten Straits-und-Sunda-Syndikats. 1914 folgte seine Veröffentlichung Die Kulturbanken in Niederländisch Indien, ein Jahr später gründete er die Kolonialzeitschrift Deutsche Wacht. Mit 51 Jahren kehrte Helfferich 1928 nach Hamburg zurück und wurde 1931 Mitglied des Nationalklubs von 1919 in der Ortsgruppe-Naumburg.
Am 19. November 1932 war Emil Helfferich einer der Mitunterzeichner der Eingabe von Industriellen an Paul von Hindenburg mit der Aufforderung, Adolf Hitler zum Reichskanzler zu ernennen. Zudem war er Gründungsmitglied des Keppler-Kreises (später Freundeskreis Heinrich Himmler). Im folgenden Jahr wurde er Vorsitzender des Aufsichtsrats der Hamburg-Amerika-Linie. Er trat zum 1. Mai 1933 in die NSDAP ein (Mitgliedsnummer 2.727.313). In den Jahren 1933 und 1934 war er Staatsrat und Mitglied des Hamburgischen Senats und wurde 1934 zum Leiter der Abteilung Außenhandel innerhalb der Reichsgruppe Handel. 1935 stieg er zum Präsidiumsmitglied des Aufklärungsausschusses Hamburg-Bremen, dem vom Reichspropagandaministerium die Aufgabe der getarnten NS-Pressepropaganda im Ausland übertragen war, auf. Zum Vorstand der Außenhandelsstelle für die Nordmark wurde Helfferich 1936. Im Jahr 1939 war er Aufsichtsratsvorsitzender der Deutsch-Amerikanischen Petroleum-Gesellschaft (ESSO) in Hamburg, die zu 94 % der Standard Oil of New Jersey gehörte. 1940 reiste er als Vorsitzender des Ostasiatischen Vereins auf dem Landweg nach Tokio. Drei Jahre später bekam er den Ehrendoktor für Wirtschaftswissenschaften der Hamburger Universität.
Emil Helfferich war nie verheiratet und hatte auch keine Kinder. Er lebte aber mehr als dreißig Jahre mit der Malerin Dina Uhlenbeck-Ermeling zusammen, die einen niederländischen Vater und eine javanische Mutter hatte. Emil Helfferich traf Dina, die er in seinen Lebenserinnerungen immer als „die Lebensgefährtin“ bezeichnete während der Schiffsreise nach Batavia, dem heutigen Jakarta. Dinas Vater, General a. D., lebte in Buitenzorg, der Sommerfrische Batavias, und gehörte zur Oberschicht der kolonialen Gesellschaft. Obwohl die beiden niemals heirateten – ungewöhnlich für die damalige Zeit, aber akzeptiert –, war ihnen eine lange und glückliche, wenn auch kinderlose, Partnerschaft beschieden, die erst mit dem Tode Dinas im Jahr 1939 endete.
1951 reiste Helfferich an der Spitze einer Goodwill-Mission im Auftrag des Ostasiatischen Vereins und der Bundesregierung nach Indonesien. 1970 zog er mit 92 Jahren von Hamburg nach Neustadt an der Weinstraße und baute ein Jahr später die Helfferich-Stiftung auf. Er starb 1972 im Alter von 94 Jahren in Neustadt an der Weinstraße.
Der bekannteste seiner fünf Brüder war Karl Helfferich, Vizekanzler des Deutschen Reichs im Ersten Weltkrieg und Finanzfachmann während der Weimarer Republik. Auf ihn geht die 1923 eingeführte Rentenmark zurück.

## Beruflicher Werdegang
Als Junge träumte Emil Helfferich von einer Karriere in der Marine des neu erstandenen deutschen Kaiserreichs. Da ihm die Seeoffizierslaufbahn aber wegen einer leichten Sehschwäche verschlossen blieb, wählte er zur Freude seines Vaters den Beruf eines Überseekaufmanns.
In seiner Autobiografie Ein Leben beschreibt Helfferich, wie er zu dem Beruf des Kaufmanns kam. Sein Interesse sei nicht am Kaufmännischen, sondern am Abenteuer und dem Besuchen ferner Länder gelegen.

### Lehrzeit und Militärdienst
Nach einem mehrmonatigen Aufenthalt in Montreux in der Schweiz, wo er Englisch, Französisch, Italienisch und Russisch lernte, trat der 17-jährige Helfferich eine Lehrstelle in der Hamburger Firma Jürgen Peters, Import und Export von Spirituosen und Weinen an. Da Jürgen Peters sich lieber „einen richtigen Hamburger Jung“ als Lehrling gewünscht hatte, einigte man sich auf eine vierzehntägige Probezeit.
Nach einjähriger Militärdienstzeit, dem Privileg der gebildeten Stände des damaligen Deutschlands, ging er nach Penang in die damalige britische Kolonie Straits Settlements, wo er bei einem Hamburger Kaufmann, mit dem er sich befreundete, seine Ausbildung fortsetzte.

### Erfahrungen in Südostasien
In Penang lernte Helfferich einen luxuriösen Lebensstil kennen, suchte aber bald das Abenteuer. Nach 16-monatigem Aufenthalt in Penang löste er seinen vierjährigen Kontrakt, um sich selbständig zu machen.
Im Jahr 1901 ging Helfferich nach Telok Betong in Südsumatra, wo er, ganz auf sich gestellt, sich im Import und im Export, dem „Produktengeschäft“, versucht – nach einiger Zeit auch in dem hochspekulativen Geschäft mit Pfeffer.
Im Jahr 1907 stieg Emil Helfferich in das Pfeffergeschäft ein, denn Pfeffer eignete sich von allen Produkten am besten für Spekulationen, und zwar aus folgenden Gründen: 

„
1. Pfeffer ist unbegrenzt haltbar. Man kann Pfeffer Jahrhunderte aufbewahren, ohne daß er an Qualität oder Gewicht einbüßt.
2. Der Pfefferkonsum ist eine konstante Größe. Es verbraucht niemand mehr Pfeffer, wenn er billiger, oder weniger, wenn er teurer wird.
3. Die Pfefferernten dagegen schwanken außerordentlich und
4. macht der im Vergleich mit anderen Stapelprodukten verhältnismäßig kleine Gesamtumfang der jährlichen Pfefferernten eine spekulative Einwirkung von einer Seite möglich.

Dazu kommt noch, daß die Ernten fast ausschließlich in Südostasien – und zwar in der Hauptsache in Niederl.-Indien konzentriert sind.“

Helfferich beobachtete, dass es Firmen und Privatpersonen gab, „die durch eine glückliche Pfefferspekulation steinreich wurden. Von denen, die umgekehrt bettelarm wurden, spricht man nicht. Der Gewinn ist laut, der Verlust leise.“ Und so scheiterte er auch mit seiner groß angelegten Pfefferspekulation.

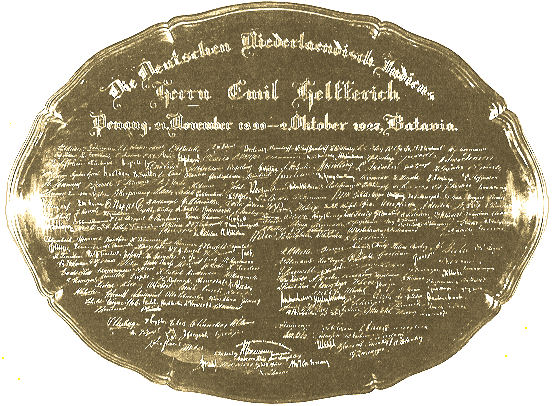
Abschiedsgeschenk nach 28 Jahren in Niederländisch-Indien

Sein Leben verlief jetzt ganz anders als vorher in Batavia:

„Ich wohnte zwischen Meeresstrand und Sumpf, meine Verpflegung war kümmerlich, ich hatte nur einen chinesischen Boy, der zugleich Koki – Koch – war. Bald packte mich die Malaria, die dem schlecht ernährten Körper arg zusetzte. Sie hat mich erst 16 Jahre später wieder freigegeben.“

Schon reich an Erfahrungen, aber noch knapp an Mitteln, benutzte Helfferich einen Heimaturlaub – den ersten seit vier Jahren – dazu, Geldgeber zu suchen, die seinen geschäftlichen Unternehmungen größere Bewegungsfreiheit zu geben vermochten. Mit einem Barkredit von 50.000 Goldmark der Hamburger Privatbank Berenberg, Gossler & Co. ließ er sich nach der Rückkehr in Batavia, der Hauptstadt Niederländisch-Indiens, nieder und gründete zusammen mit seinem Freund Rademacher, den er aus der gemeinsamen Militärdienstzeit kannte, die Firma Helfferich & Rademacher. Hier, in Batavia, sollte Helfferich das nächste Vierteljahrhundert seines Lebens verbringen.

## Helfferich in Hamburg
Nach seiner Umsiedlung nach Hamburg und nach der Weltwirtschaftskrise wurde Helfferich als einer der führenden Vertreter der deutschen Überseewirtschaft 1933 zum Vorsitzenden des gemeinsamen Aufsichtsrats der HAPAG und des Norddeutschen Lloyd gewählt. 1934 wurde er auch zum Vorsitzenden des Ostasiatischen Vereins gewählt, nachdem der bisherige Vorsitzende March wegen seiner jüdischen Ehefrau zum Rücktritt gezwungen worden war, und stärkte die Beziehungen des Vereins zum faschistischen Japan. 1936 gründete er die Deutsch-Niederländische Gesellschaft und erhielt von der Königin der Niederlande einen Orden dafür, der ihm nach der NS-Zeit nicht wieder aberkannt wurde. Trotz dieser Ehrenämter bekam Helfferich aber keine Funktion in der NSDAP. 1940 reiste Helfferich als Vorsitzender des OAV mit der Transsibirischen Eisenbahn zu Gesprächen nach Mandschukuo und Japan, doch der deutsche Ostasienhandel war rückläufig und nicht mehr neu zu beleben.

### Helfferich während der Weimarer Republik
Bei diversen Empfängen traf Helfferich mit den Größen der Weimarer Republik zusammen, denen sein Familienname schon bekannt war, denn alle kannten sie seinen Bruder Karl Helfferich, einen der führenden Finanzfachleute jener Zeit.
Gustav Stresemann war verstimmt über Helfferich, weil dieser einen Artikel in der Deutschen Wacht veröffentlicht hatte, in dem er die Dissertation Stresemanns mit dem Titel Die Entwicklung des Berliner Flaschenbiergeschäfts behandelte.
Friedrich Ebert bezeichnete Helfferich als einen angenehmen Mann, der auf ihn wie der „Oberbürgermeister von Deutschland“ wirkte.

### Helfferich und die Nationalsozialisten

#### Der Kepplerkreis und der Freundeskreis Reichsführer SS
Im März 1932, das heißt also noch vor der Machtergreifung der Nationalsozialisten, kam Wilhelm Keppler im Auftrage Hitlers nach Hamburg, um mit hanseatischen Wirtschaftskreisen Fühlung zu nehmen und ein Treffen mit Adolf Hitler zu arrangieren. Dieses Treffen fand am 30. April des gleichen Jahres in Berlin statt. An diesem Treffen nahm auch Rudolf Heß teil. Bei dem Gespräch zeigte sich Hitler wenig interessiert an wirtschaftlichen Fragen und ging in seiner Antwort gleich auf die Politik über. Dieses Treffen galt als Geburtsstunde des „Kepplerkreises“, der später in Freundeskreis Reichsführer SS umbenannt wurde. Emil Helfferich gehörte zu den zwölf ersten, von Keppler ausgewählten Persönlichkeiten, die dem Kreis angehörten. Nach der „Machtergreifung“ der Nationalsozialisten wurde Helfferich auch Mitglied der Akademie für Deutsches Recht.
Nachdem die Nationalsozialisten an der Macht waren, wurde dem Kepplerkreis die ihm zugedachte Rolle in wirtschaftspolitischen Fragen jedoch nicht übertragen. Über Kepplers Neffen Fritz Kranefuß, Mitglied des SS, wurde Heinrich Himmler an den Kreis herangeführt. Seit dem Reichsparteitag 1933, an dem die Mitglieder des Kepplerkreises auf Einladung Himmlers teilnahmen, firmierte der Kreis unter der Bezeichnung Freundeskreis Reichsführer SS. Nachdem der Freundeskreis in den ersten Jahren nur zwei-  bis dreimal im Jahr zusammentraf, etablierten sich ab 1939 monatliche Zusammenkünfte.
Zusammen mit Heinrich Himmler besuchte der Freundeskreis im Jahr 1936 das Konzentrationslager Dachau, an dem Besuch nahm auch Emil Helfferich teil. Helfferichs Teilnahme an dem Besuch ist fotografisch dokumentiert.
Bei einem Treffen des Freundeskreises 1937 in Berlin hielt Reinhard Heydrich einen Vortrag. Helfferich erwähnt Heydrichs Auftritt in seinen Memoiren. Um einen Streit Helfferichs mit dem Mitglied des Freundeskreises Karl Lindemann beizulegen, leitete Heinrich Himmler im Januar 1938 persönlich ein Ehrengericht in seinem Haus in Gmund am Tegernsee. Im Dezember 1943 besuchte Emil Helfferich Himmler zusammen mit dem Freundeskreis in dessen Feldkommandostelle in Ostpreußen. Ab 1936 leisteten die Mitglieder des Freundeskreise finanzielle Spenden an den Reichsführer SS. Von 1940 bis 1944 lag die Gesamtsumme der Spenden jeweils bei rund 1 Million Reichsmark. Für Emil Helfferich ist belegt, dass er in den Jahren 1943 und 1944 jeweils 10.000 Reichsmark über die Deutsch-Amerikanische Petroleum Gesellschaft an den Reichsführer SS spendete.

#### Helfferichs Eindruck von Hitler
Helfferich war beeindruckt von Hitler und der nationalsozialistischen Bewegung. In einem Vortrag vor der „Japan Economic Federation“ im Industrieklub in Tokio schwärmte Helfferich am 12. März 1940 über die „harten Männer“ denen „das alte Sonnenzeichen des Hakenkreuzes“ voranleuchte und die schließlich, „nach urgermanischer Sitte den Besten auf den Schild [hoben], den Führer Adolf Hitler“. Der habe es verstanden „sein Volk aus der Niederung, aus dem Sumpf des Daseins auf die Höhe der Menschheit zu führen. [...] Er hat vermocht, was kein Bismarck und auch kein Friedrich der Große vermocht haben würde, er hat ein armes, niedergetretenes, zersetztes, demoralisiertes, an sich selbst verzweifeltes Volk wiederaufgerichtet“. Nach dem verlorenen Krieg sah Helfferich seinen ehemaligen Führer in einem anderen Licht. In seiner Autobiografie Ein Leben beschrieb er ihn folgendermaßen:
„Mein Eindruck von Hitler? Enttäuschend. Ein Mann mittlerer Statur, gewöhnlichen Typs. Auffallend nur die Augen und die Stimme. Die lichten Augen mit dem harten, durchdringenden Blick; die Stimme rauh mit der ungeschlachten Ausdrucksweise. An den Augen und der Stimme soll man den Charakter eines Menschen erkennen: ein Fanatiker und Grobian.“

#### Helfferich und der Goerdeler-Kreis
Teilweise wird Emil Helfferich in der Literatur mit dem Kreis der Widerstandsbewegung um Carl Friedrich Goerdeler in Verbindung gebracht. Für einen Posten als Minister oder Finanz-Staatssekretär in einem Kabinett unter Goerdeler war allerdings sehr wahrscheinlich der Ministerialbeamte und Bankdirektor Hans Helferich vorgesehen. Im Gegensatz zu Emil Helfferich hatte Hans Helferich enge Kontakte zu dem Mitverschwörer Ulrich-Wilhelm von Schwerin.
In einem Bericht des Chefs der Sicherheitspolizei Ernst Kaltenbrunner an den Leiter der Parteikanzlei Martin Bormann vom 27. Juli 1944 listet Kaltenbrunner auf, welche Personen in einer Regierung unter Goerdeler die verschiedenen Ministerien leiten sollten.
Ohne Nennung des Vornamens führt Kaltenbrunner einen Helfferich als Kandidaten für den Posten des Finanzministers auf. In einem weiteren Bericht vom 5. August 1944 informiert Kaltenbrunner Bormann über die engen Kontakte Helfferichs zu Schwerin und über die Unterhaltungen des Mitverschwörers Friedrich-Werner Graf von der Schulenburg mit Helfferich. Demnach wurde Helfferich von Schwerin und Schulenburg nicht darüber in Kenntnis gesetzt, dass er in einer Regierung unter Goerdeler als Minister vorgesehen war.
In seinen Nachkriegs-Erinnerungen sagt Helffreich, sich Ende 1941 wegen der „Radikalisierung der nationalsozialistischen Bewegung“ zurückgezogen zu haben. Seine ansonsten detailreichen Memoiren enthalten keinerlei Hinweise auf Kontakte zum Widerstand. Über das Attentat vom 20. Juli 1944 äußerte er sich folgendermaßen: „Verschwörung? Die Deutschen sind keine Verschwörer. Wenn noch ein Beweis dafür nötig wäre, der 20. Juli 1944 hat ihn geliefert.“

#### Nach dem Zweiten Weltkrieg
1946 wurde Helfferich sechs Monate lang von der britischen Besatzungsmacht inhaftiert, aber ohne Prozess wieder frei gelassen. 1951 ging er auf Goodwill-Mission nach Indonesien und besuchte dabei seine alte Wirkungsstätte.

## Helfferich in Neustadt
Im Jahr 1970 zog Helfferich wieder in seine Heimatstadt Neustadt an der Weinstraße und übergab dieser seine Sammlung und Bibliothek als Emil-Helfferich-Sammlung. 1972 starb er im Alter von 94 Jahren. Seine Sammlung von Ostasiatika befindet sich seit 1997 im Ostasieninstitut der Fachhochschule Ludwigshafen.

### Die Helfferich-Sammlung

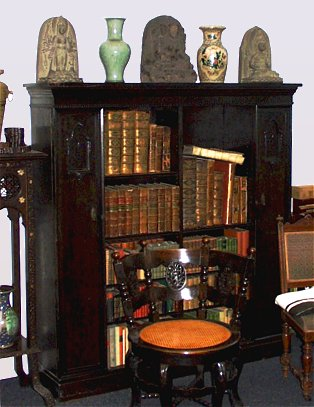
Bücher der Helfferich-Sammlung

Die Helfferich-Sammlung entstammt dem Nachlass Emil Helfferichs. Aus Neustadt gebürtig, vermachte er sie vor seinem Tode als „Helfferich-Stiftung“ seiner Vaterstadt. Die Sammlung umfasst über 300 Objekte aus Indonesien, China und Japan, darunter alte Keramik und Porzellan, Metallarbeiten, Rollbilder, Textilien, Waffen und Möbel. Hinzu kommt eine Bibliothek, die unter anderem alte holländische Reisewerke enthält. Der Bestand der umfangreichen Bibliothek setzt sich aus Publikationen zusammen, die vor den 1950er-Jahren erschienen sind. Soweit die Bücher Asien betreffen, sind sie somit an erster Stelle für den Historiker von Interesse. Andere Bücher haben ihren bibliophilen Wert. 1970 sagte Helfferich in einem Interview, seine Sammlung bestehe aus Objekten, die ihm der Zufall und Freunde zugetragen hätten. Neben Metallarbeiten, Keramik, Möbeln und Textilien enthält die Sammlung diverse Objekte, die eng mit Helfferichs rein persönlichen Vorlieben verbunden sind.
Untergebracht wurde die Helfferich-Sammlung 1971 in der Villa Böhm in Neustadt an der Weinstraße, nachdem der Stadtrat schon 1969 der Einrichtung einer Stiftung zugestimmt hatte. Die nach den Plänen des jüdischen Architekten Ludwig Levy erbaute Gründerzeitvilla war von 1935 bis 1945 Dienstsitz des NSDAP-Gauleiters und Reichskommissars Josef Bürckel. Die Stiftungsurkunde wurde am 8. Juli 1970 von Dr. h. c. Emil Helfferich und dem Neustadter Oberbürgermeister Dr. Wolfgang Brix unterzeichnet. Helfferichs Lebensspanne während der Zeit des Nationalsozialismus, als Mitglied der NSDAP und des Freundeskreises des Reichsführers SS Heinrich Himmler, wird in der Stiftungsurkunde folgendermaßen umschrieben:
„Im 51. Lebensjahr kehrte er nach Hamburg zurück. Hier eröffnete sich ihm ein großer wirtschaftlicher Wirkungskreis. Daneben war er schriftstellerisch tätig, vornehmlich auf wirtschaftspolitischem und Außenhandelsgebiet. Eine Reihe von Ehrenämtern wurde ihm übertragen. Die Hamburger Universität verlieh ihm 1943 die Würde eines Doktors der Wirtschaftswissenschaften ehrenhalber. Schon zuvor hatte er sich ins Privatleben zurückgezogen.“
1997 wurde die Helfferich-Sammlung dem Ostasieninstitut in Ludwigshafen als Dauerleihgabe überlassen.

#### Der tausendjährige Buddha
Eines der interessantesten Stücke der Helfferich-Sammlung ist ein Buddhakopf aus grauem Trachyt. Nach Helfferichs Angaben in seinen Memoiren stammt der Kopf vom Borobudur-Tempel in Mitteljava. Seine Entstehung wäre somit in das 9. Jahrhundert zu datieren. Nach Helfferichs Schilderung soll ein reicher holländischer Kunstmäzen, namens Kinsbergen, einem ungarischen Maler, den er förderte, den Kopf zu Studienzwecken geliehen haben. Der Maler habe im „Hotel der Nederlanden“ in Batavia gewohnt und sei dort, ohne die Rechnung zu bezahlen, abgereist. Einen Koffer mit dem Kopf habe er zurückgelassen. Weil Helfferich dem Besitzer des Hotels einmal in einer finanziellen Notlage geholfen habe, habe dieser ihm im Jahr 1910 den Kopf aus Dankbarkeit gegen die Bezahlung von 625 Gulden überlassen. Die 625 Gulden hätten in der Höhe dem Betrag entsprochen, den der ungarische Maler dem Hotelbesitzer schuldig geblieben war. Bei dem angeblichen holländischen Kunstmäzen könnte es sich um Isidore van Kinsbergen gehandelt haben. Van Kinsbergen war ein studierter Maler und Sänger hatte im Jahre 1873 fotografische Aufnahmen der Tempelanlage von Borobudur gemacht.

#### Weitere Objekte
Künstlerisch galt Helfferichs Interesse auch der Malerei. Dieses Interesse dürfte davon beeinflusst worden sein, dass seine Lebensgefährtin als Malerin tätig war. Helfferich sammelte oder erhielt Bilder von verschiedenen zeitgenössischen Malern.
Indonesischer Pionier des Malens auf europäische Weise war der Aristokrat Raden Saleh.
Die meditative Stille und gelassene Ruhe, die von buddhistischen Bildwerken ausgeht, scheint Helfferich besonders angezogen zu haben. Eine beachtenswerte Figur ist ein stehender Bronze-Buddha aus Thailand. Als buddhistische Kultobjekte sind in der Sammlung Räuchergefäße vertreten.
Die Bewohner Irian Jayas brachten die Paradiesvogel-Bälge ohne Füße auf den Markt. Da bis ins 19. Jahrhundert hinein kein Europäer je einen lebenden Paradiesvogel sah, kam es zu einem kuriosen Missverständnis: Man glaubte, der Paradiesvogel habe keine Füße, und noch Linnaeus klassifizierte 1760 eine Art als Paradisea apoda („fußloser Paradiesvogel“). Man stellte sich vor, der Paradiesvogel fliege sein ganzes Leben am Himmel. Beigetragen zu diesem Missverständnis hat vielleicht auch der alte malaiische Name für den Vogel: Manuk dewata, „Göttervogel“ – also ein Vogel, der ständig dem Himmel, den Göttern und dem Paradies nahe ist. Die Naturkunde konnte dieses Missverständnis um die Mitte des 19. Jahrhunderts ausräumen.

#### Bibliophile Raritäten

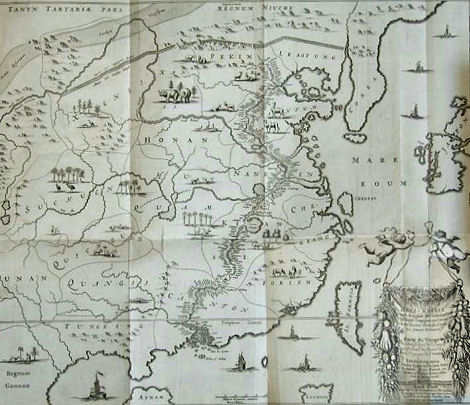
Chinakarte aus Joan Nieuhofs Chinabeschreibung

Zu Helfferichs Bibliothek gehört auch eine Originalausgabe von Joan Nieuhofs Chinabeschreibung aus dem Jahr 1665. Der Titel dieses Buches hat die in der Barockzeit übliche ausschweifende Länge:

„Het Gezandtschap der Neêrlandtsche Oost-Indische Compagnie, aan den grooten Tartarischen Cham, den tegenwoordigen Keizer van China...“

„Die Gesandtschaft der Niederländischen Ostindienkompanie an den großen Tartarischen Khan, den gegenwärtigen Kaiser von China“

### Die Niederländischen Kulturbanken
Helfferichs einzige Monografie, Die Niederländischen Kulturbanken, erschien 1914 in der Schriftenreihe des Vorläufers des heutigen Instituts für Weltwirtschaft in Kiel. Helfferich erinnert sich:

„Die Verbindung mit dem Kieler Institut verdankte ich seinem Leiter, Professor Bernhard Harms, der uns draußen einmal besucht hatte, und dem ich damals zu demonstrieren versuchte, dass man ein rohes Hühnerei mit den Händen nicht zerdrücken kann. Die Demonstration missglückte, und wir wurden in unseren weißen Anzügen alle von dem spritzenden Eigelb bekleckert. Von da an verband uns beide eine enge Freundschaft.“

Im Jahr 1914 veröffentlicht Helfferich sein Buch über Die Niederländischen Kulturbanken, die in Niederländisch-Indien den Großplantagenbetrieb finanzierten. Dieses Buch wird in der Folge zum Lehrbuch an der Handelshochschule in Rotterdam. Außerdem gründete er den „Deutschen Bund“ und gab die Zeitschrift die Deutsche Wacht heraus. Der Deutsche Bund war ein Sammelbecken für die 3.000 Deutschen in der Region und unterstützte Landsleute, die in Not geraten waren. Helfferichs Haupttätigkeit war aber im Straits and Sunda Syndicat’s Administratie Kantoor.
Zur Datenaufarbeitung für sein Buch schreibt Helfferich:

„Die Lebensgefährtin hat mir dabei mit ihrer mathematischen Begabung und ihrer klaren Schrift wertvolle Dienste geleistet. Manches Mal saßen wir zusammen auf dem Fußboden, worauf die Berichte ausgebreitet lagen, und stellten lange Tabellen zusammen.“

Die Studie, die sich mit den finanziellen Grundlagen von Großplantagenbetrieben befasst, entstand in Zusammenhang mit Helfferichs Vorbereitungen zur Errichtung des „Straits und Sunda Syndikats“. Anlässlich seiner Pensionierung 1941 erhielt er dafür die Ehrendoktorwürde der Universität Hamburg.

## Sonstige Veröffentlichungen
- Gedichte. G. Kolff & Co., Batavia 1928.
- Dienst am Vaterland. Vaterländische Aufsätze, Reden und Gedichte. Zusammengestellt nach den Veröffentlichungen in der Zeitschrift „Deutsche Wacht“. Batavia 1915–1928; Neudruck Hanseatische Verlagsanstalt, Hamburg 1938.
- Erlebtes. Ohne Verlag, Hamburg 1938.
- Vorträge in Japan März–April 1940: „Lenkung und Leistung der [d]eutschen Wirtschaft“. Vortrag vor der „Japan Economic Federation“ im Industriellen Klub in Tokyo am 12. März 1940 und „Wirtschaftliche Probleme der Zukunft“. Vortrag anlässlich des Abschiedsempfang. Ohne Ort 1940, S. 3–17.
- Reiseskizzen Hamburg-Moskau-Tokyo. Ohne Verlag, 1940.
- Ein Leben – Band I–III. Dulk, Hamburg 1948.
- Versespiel mit einer jungen Hamburger Frau in den Jahren 1946-1951. Ohne Verlag, Hamburg 1963.
- Ein Leben – Band IV. Mettcker und Söhne, Jever 1964.
- Ein Leben – Band V. Mettcker und Söhne, Jever 1965.
- Südostasiatische Geschichten. Mettcker und Söhne, Jever 1966.
- 1932–1946. Tatsachen. Mettcker und Söhne, Jever 1969.

## Belletristik
- Geoffrey Bennett: The Pepper Trader: True Tales of the German East Asia Squadron and the Man Who Cast Them in Stone. Equinox Publishing, 2006. ISBN 979-3780-26-6 (Roman über das Leben Helfferichs).